# Diego Coletti
Diego Coletti (ur. 25 września 1941 w Mediolanie) – włoski duchowny katolicki, biskup Como w latach 2007-2016.

## Życiorys

### Prezbiterat
Święcenia kapłańskie otrzymał 26 czerwca 1965 i został inkardynowany do archidiecezji mediolańskiej. Po święceniach doktoryzował się z filozofii na Papieskim Uniwersytecie Gregoriańskim. W latach 1968–1977 nauczał w seminarium w Saronno, a w latach 1977-1983 w Venegono Inferiore. W 1985 został diecezjalnym asystentem Akcji Katolickiej, zaś cztery lata później został rektorem Papieskiego Seminarium Lombardzkiego w Rzymie (funkcję tę pełnił do nominacji biskupiej). Od 1997 był narodowym asystentem włoskich skautów.

### Episkopat
8 grudnia 2000 papież Jan Paweł II mianował go ordynariuszem diecezji Livorno. Sakry biskupiej udzielił mu ówczesny arcybiskup Mediolanu - kard. Carlo Maria Martini.
2 grudnia 2006 został prekonizowany ordynariuszem diecezji Como. Urząd objął 28 stycznia 2007.
4 października 2016 przeszedł na emeryturę.